# La Mesa (Cundinamarca)
La Mesa es un municipio colombiano del departamento de Cundinamarca, ubicado en la provincia del Tequendama, del cual es su capital, a 54 km al suroeste de Bogotá. Tiene alrededor de 34 000 habitantes de los cuales 18 000 se encuentran en su casco urbano. 

## Toponimia

### Origen lingüístico[3]
- Familia lingüística: Indoeuropea
- Lengua: Latín

### Significado
La expresión mesa es una variación de la voz latina mensa, que representa un terreno elevado y llano, rodeado de valles y barrancos. Mensus-mensa son formas derivadas de la raíz latina me, que dice "medir, formar, dar forma".

### Origen / Motivación
La Mesa es un nombre referido a las características fisiográficas del municipio, como la planicie donde se encuentra la cabecera municipal.

### Nombres históricos
- Doyma (siglo XV a inicios del XVI)
- Nuestra Señora de Santa Bárbara y Guayabal de la Mesa (1649)
- La Mesa de Juan Díaz (1777).

## Historia
Antes de la llegada de los españoles, en La Mesa habitaban los indígenas panches, conocidos por su notable fuerza física y por ser guerreros.

### Época hispánica
Según Miguel Wenceslao Quintero, en el tomo IV de las Genealogías de Santafé de Bogotá del Grupo José María Restrepo, don Francisco Joaquín de Licht Acuña que firmaba Lis, fue su fundador, quien era según esta obra, en 1788, teniente de gobernador de Tocaima, nombrado por decreto de 1782 por el virrey Caballero y Góngora. La obra citada reza en su página 335 (segunda ed.): se radicó en la jurisdicción de Tocaima; fue dueño de las tierras llamadas La Mesa y Juan José, a las cuales se trasladó la antigua parroquia de Guayabal, dando origen a la actual ciudad de La Mesa.
En sus inicios, La Mesa estaba situada en otro lugar cercano, con el nombre de Guayabal. Por «falta de agua y abundantes lodazales» y por orden de los virreyes Pedro Messia de la Cerda, Manuel Guirior y Manuel Antonio Flórez, quienes intervinieron en distintas épocas, se trasladó en 1777 desde el sitio que ocupaba, en el cual había 98 casas y que hoy se conoce como Dos Caminos, al lugar donde se encuentra la Plaza Principal sobre la quebrada de la Carbonera, hoy canalizada. 
De La Mesa partió la célebre Expedición Botánica del Virreinato de la Nueva Granada en 1783, la cual dirigió José Celestino Mutis, famoso astrónomo y botánico español que estudió la flora, la fauna y los recursos naturales del territorio.

### Hacia la república
La población de La Mesa estuvo vinculada a la gesta independentista. Desde ella partió la primera campaña militar de la Independencia al estallar la revolución del 20 de julio de 1810. En efecto, 50 hombres inicialmente y 300 posteriormente, salieron hacia Santa Fe al día siguiente del primer grito de independencia para ponerse a órdenes de la Junta Suprema. Además, La Mesa se convirtió con el correr del tiempo en centro de reclutamiento y entrenamiento de soldados que sirvieron a la causa secesionista. En ella nacieron distintos héroes que terminaron sus días fusilados por las tropas españolas durante la reconquista, algunos en la misma plaza principal de la población. Simón Bolívar estuvo de paso por La Mesa en más de cuatro oportunidades, en los años 1821, 1826, 1828 y 1830; existe una piedra antiquísima e histórica de la época, sobre la actual Calle 8, que dice exactamente cual fue la ruta libertadora; igualmente pasó por ella Antonio Nariño en septiembre de 1813 al frente del Ejército del Estado Libre de Cundinamarca que se dirigía hacia la Campaña del Sur.
Según la Enciclopedia Histórica de Cundinamarca, en las épocas española y la República, La Mesa fue la plaza comercial más importante del mencionado camino real. Allí confluían mercaderes de allende el Magdalena, llevando productos de la tierra caliente que se intercambiaban con los de la Sabana de Bogotá, de tierra fría. Pero no sólo había intercambio de productos naturales y mercaderías, sino también de arte, ciencias y letras, y muy particularmente del folclor que calentanos y sabaneros, rolos u orejones, unos a otros se transmitían en las fiestas populares y religiosas. En La Mesa se daban mano pasillos, torbellinos y bambucos cundiboyacenses con guabinas, danzas, pasillos y bambucos tolimenses, y las bandas de pueblo rivalizaban en la ejecución y muchas veces improvisación de ellos.
El 11 de octubre de 1987, en este municipio ocurrió uno de los hechos más graves y acontecidos en la historia de Colombia que es el asesinato del líder político y exjefe de la Unión Patriótica Jaime Pardo Leal.

## Geografía

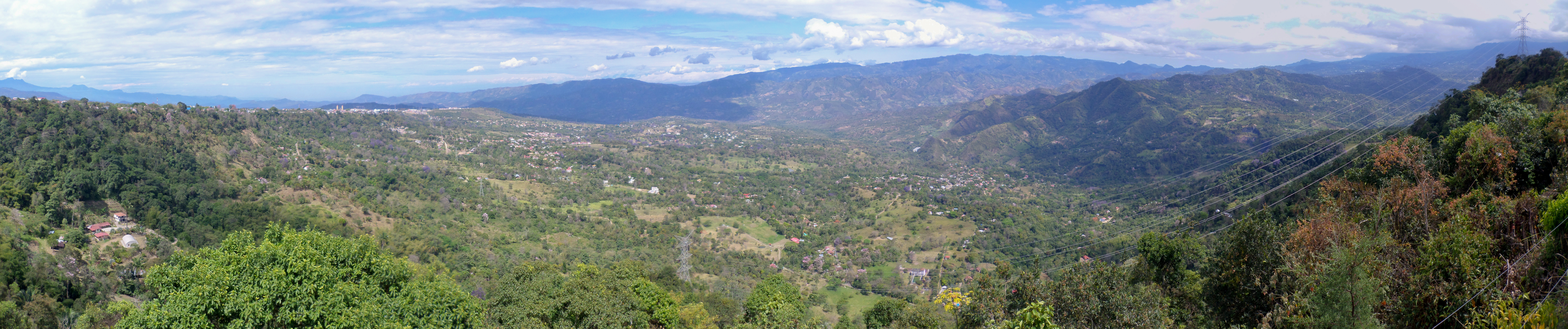
Vista panorámica del municipio.

Su nombre se debe a que la zona urbana está en una meseta de 4 km² en medio de las montañas de la cordillera Oriental. Esto produce frecuentemente neblina, que los moradores llaman "la llegada Juan Díaz" (un antiguo propietario de la zona). Esta se produce por los movimientos de nubes espesas que van del Valle del Magdalena a la Sabana de Bogotá.
En días despejados se ven los nevados del Tolima y Ruiz, y los picos del Santa Isabel, en la cordillera Central.
Tiene una temperatura media de 24 °C.

### Límites municipales
| Noroeste: Quipile (Carretera Quipile-La Mesa-Anapoima) | Norte: Cachipay              | Nordeste: Zipacón (Centro poblado El Ocaso Río Apulo) Bojacá |
| Oeste: Quipile                                         |                              | Este: Tena (Carretera La Mesa-Mosquera)                      |
| Suroeste: Anapoima                                     | Sur: El Colegio (Río Bogotá) | Sureste: Tena                                                |

## División Político-Administrativa
Además de su Cabecera municipal. La Mesa tiene bajo su jurisdicción los siguientes Centros poblados:
- La Esperanza
- San Javier
- San Joaquín

### Veredas
Además, el municipio está compuesto con las siguientes veredas:
Alto de Flores, Alto del Frisol, Alto del tigre, Anatoli, Buenavista, Calucata, Campo Santo, Capata, Doima, El Espinal, El Espino, Esperanza, Florian, Guayabal, Guayabal bajo, Hato Norte, Honduras, Hospicio, Hungría, La Concha, La Trinidad, La Trinita, La Vega, Laguna Verde, Lagunas Parte Alta, Laguna Parte Baja, Margarita, Ojo de Agua, Payacal, San Andrés, San Esteban, San Javier, San Lorenzo, San Nicolás, San Nicolás Bajo, San Pablo, Santa Bárbara, Santa Lucía, Zapata y Expansión Urbana. 

## Turismo

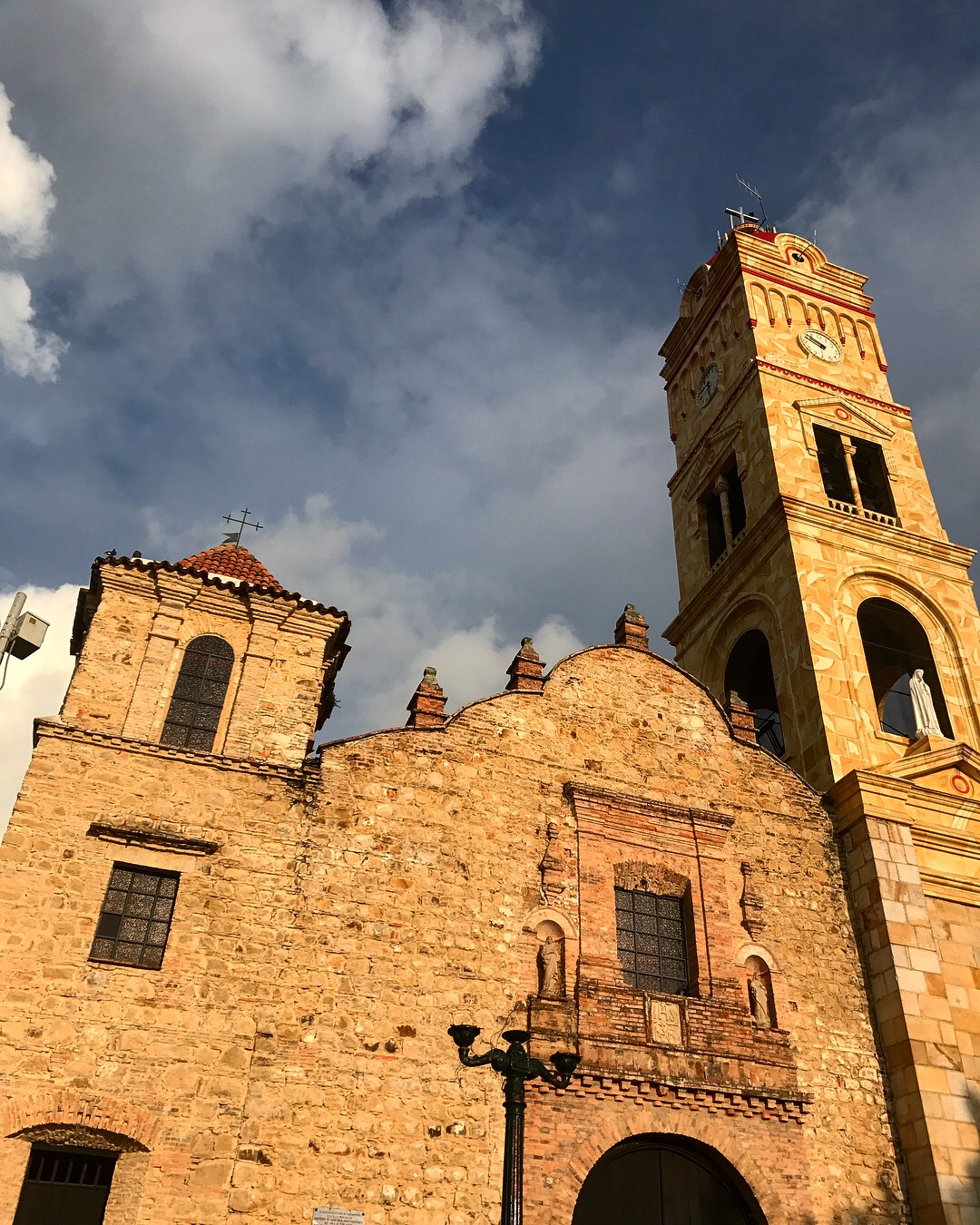
Parroquia Santa Bárbara de la Mesa

La Mesa celebra su aniversario en el mes de marzo, y las ferias y fiestas en el mes de junio de cada año. El municipio posee una vida nocturna en torno al sector de la Zona Rosa.
La plaza cuenta con un parque central que cuenta con dos fuente y una iglesia de piedra al lado de la primitiva capilla parroquial. Para algunos es La Catedral, distinción debida a su construcción de tres arcas y 32 columnas y a los títulos eclesiásticos que recibió. En el templo, terminado a principios de la segunda década del siglo XX, se venera una imagen igual al Cristo de los Temblores de Cuzco del Perú, idéntico también al Señor de los Milagros de Buga.
Tiene los antiquísimos puentes de la Cochera y el de las Corralejas, y el edificio del Concejo municipal, también de factura antigua. Las estaciones del tren existentes en La Esperanza, San Javier, San Joaquín, Doima, El Hospicio y Las Margaritas. Se conservan en buen estado y han sido declaradas monumento nacional.
Rodeando la ciudad se encuentran espectaculares miradores donde es posible ver el cañón de la cuenca baja del río Bogotá a partir del Salto de Tequendama y el cañón  del río Apulo, los cuales se unen en Juntas de Apulo para desembocar en el río Magdalena en Girardot. Constituye actividad grata el visitar estos miradores en las horas de la noche, pues desde ellos se contemplan un buen número de pequeñas poblaciones, cientos de luces de las casas campesinas de los alrededores y el resplandor de Bogotá por detrás de la cordillera. 
Cerca de la población existen una serie de caminos antiguos hechos en piedra, que se conservan intactos, los cuales cruzan por bellos lugares, todo lo cual hace que muchos turistas y amantes de la naturaleza se recreen recorriéndolos. 
A tan solo 2 km del caserío de San Javier se encuentra una espectacular caída de agua que forma el río Apulo al desbordarse sobre la plancha de cemento de una antigua carretera. Salto de las Monjas, lugar rodeado de exuberante vegetación en el mismo río cerca de La Esperanza. También en San Javier se guarda un aparato fabricado en Inglaterra en 1928, mediante el cual y en forma manual le daban vuelta a las locomotoras del ferrocarril Girardot-Bogotá, cuando se requería darles vuelta para cambiar el sentido de la marcha, y muy cerca de ese mismo caserío se encuentra un curioso lugar en donde el fenómeno acústico del eco es particularmente destacado.

## Movilidad

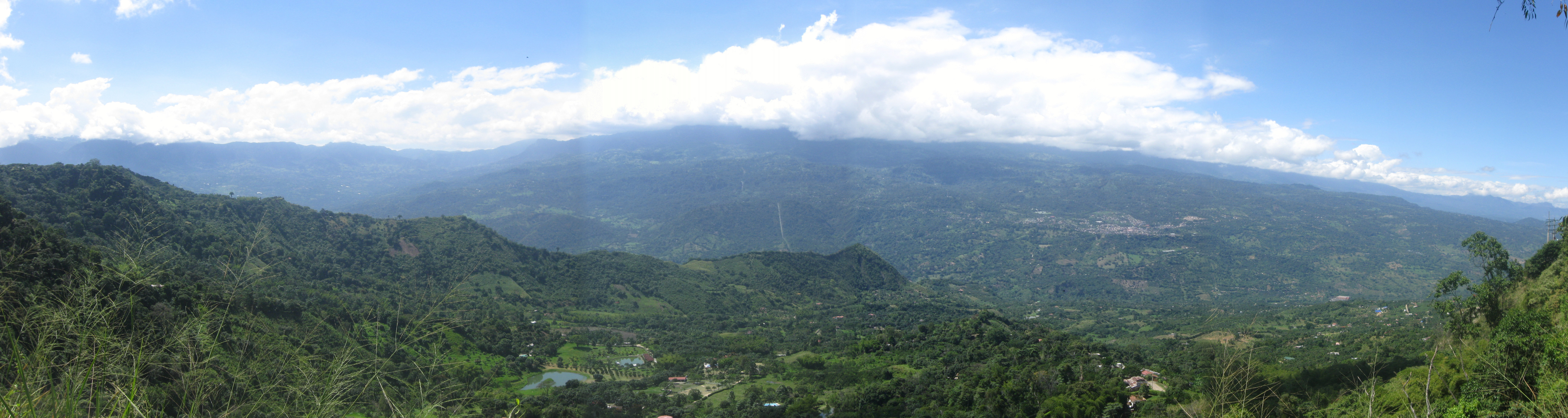
Mirador de La Mesa.

A La Mesa se puede llegar desde Bogotá saliendo por Mosquera o por Soacha por la Avenida Indumil o por Siberia pasando por Funza para tomar la ruta 21 Troncal Chia Girardot que pasa por el sur del municipio de Bojacá y Tena al occidente hasta llegar al casco urbano mesuno. También hay vía hacia Quipile por la vía que une con Anapoima.

### Servicios de transporte
Existe transporte terrestre desde y hacia Bogotá cada 15 minutos en autobuses, además de la ruta de transporte urbano "La Provincia". También se encuentran en operación el servicio de taxis y de colectivos tradicionales de tipo campero, llamados popularmente "mochileros", afiliados a Cootransvilla Ltda.
Por la época en que llegaron los primeros aviones al país, existió en la planicie que rodea a la población un pequeño aeropuerto en donde aterrizaban los aviones que intentaban llegar a la Sabana de Bogotá a partir del río Magdalena, cuyo cauce los orientaba en su viaje desde la costa atlántica.

## Economía
La actividad principal del municipio es el turismo, seguido del comercio, que es muy destacado, y del mercado local que se realiza los domingos y los miércoles. Es de mencionar la existencia de una importante industria avícola, los cultivos de frutas y de flores exóticas, piscifactorías en donde es posible hacer pesca deportiva y un extenso cultivo del llamado “platanillo”, cuya producción se exporta en su totalidad.
Entre las frutas destacadas se encuentra el mango, el cual es cultivado en varias veredas del municipio,  principalmente alrededor de la inspección de San Joaquín, la cual alberga una plaza de comercialización de dicho producto, a la cual confluyen vendedores de la región y compradores de distintas zonas del país.

## Administración Provincial
La Mesa sigue siendo de gran importancia para el desarrollo y fomento de la Provincia del Tequendama, por cuanto es sede provincial de Notaría, de Registro, de Catastro, de Referencia en Salud, Circuito Judicial, Circunscripción Electoral Provincial, Sede CAP y de la Asociación de Municipios y sede de la oficina regional del Tequendama de la Corporación Autónoma Regional de Cundinamarca CAR.

## Servicios públicos
- Energía Eléctrica: Enel, es la empresa prestadora del servicio de energía eléctrica.
- Gas Natural: Vanti es la empresa distribuidora y comercializadora de gas natural en el municipio.